# Pallacanestro Virtus Roma 1994-1995
Formazione della Pallacanestro Virtus Roma 1994-1995.
1994/95
| 12 | Italia (bandiera)      | Lorenzo Alberti      |
| 11 | Italia (bandiera)      | Fabrizio Ambrassa    |
| 10 | Italia (bandiera)      | Donato Avenia        |
| 6  | Italia (bandiera)      | Claudio Bonaccorsi   |
| 5  | Italia (bandiera)      | Emiliano Busca       |
|    | Stati Uniti (bandiera) | Mark Davis           |
|    | Brasile (bandiera)     | Israel               |
| 7  | Italia (bandiera)      | Francesco Mazzoni    |
|    | Italia (bandiera)      | Paolo Monzecchi      |
| 8  | Italia (bandiera)      | Alessandro Tonolli   |
|    | Italia (bandiera)      | Angelo Appolloni     |
|    | Italia (bandiera)      | Roberto Feliciangeli |
| 16 | Stati Uniti (bandiera) | Jeff Sanders         |
|    | Italia (bandiera)      | Paolo Scarnati       |
|    | Stati Uniti (bandiera) | Bob Thornton         |

- Allenatore: Attilio Caja
- Presidente: Giorgio Corbelli